# Перш (провінція)

Сучасні департаменти на землях колишньої провінції Перш

Перш (фр. Perche) — історична провінція Французького королівства, що існувала з 1227 по 1790 рік. У різні роки столицею провінції були міста Корбон, Беллем, Мортань-о-Перш та Ножан-ле-Ротру.
Колишнє графство Перш було створено у X столітті. В 1227 році воно було приєднане до королівського домену. Це була одна з найменших французьких провінцій, і разом із провінцією Мен вона була об'єднана в губернаторство Мен і Перш, проте зберегла своє місцеве самоврядування та своєрідність. Провінція припинила своє існування після створення департаментів у 1790 році.
Сьогодні[коли?] майже більшість земель колишньої провінції належать департаментам Орн та Ер та Луар, невеликі частини відійшли також до департаментів Ер, Сарта та Луар та Шер.